# Inujamai várkastély
A jamadzsiro stílusban épült inujamai várkastély (japánul 犬山城, Hepburn-átírással Inuyama-jō) középkori vár Japán Aicsi prefektúrájában, Inujama városában található. A kastélyból jól látható a Kiszo folyó, amely határként szolgál Aicsi és Gifu prefektúrák között. A kastély vártornya (tensu) egy a 12 épen megmaradtt Edo-kori vártornyok közül és a legrégebbi is, az 1580-as években épült. 2018 óta Japánban Nemzeti Történelmi Helyszínnek van besorolva.

## Alapadatok
Az inujamai várkastély a Kiszo folyóra néző dombon található, a mai Inujama városában. A kastély vártornya Japán nemzeti kincsének számít,  akárcsak a macumotói kastély, a hikonei kastély és a himedzsi kastély.

## Története
A Heian-korszakból származó Engisiki történelmi könyv szerint egy sintó szentélyt, a Haricuna szentélyt, át kellett helyezni hogy helyet adjon a kastélynak. Az épületet többször átépítették a Muromacsi-korszakban,  jelenlegi szerkezete nagyrészt Oda Nobunaga fiának, Oda Nobukacunak tulajdonítható. A tensu tetején lévő őrtorony elavult építészeti stílusa sok történészt arra a következtetésre vezetett hogy a kastély vártornya a legrégebbi fennmaradt tensu Japánban, amit az 1580-as évekre datálható építőanyagok fagyűrűi is megerősítettek. Az építkezés és a felújítás 1620-ig folytatódott.
Oda Nobunaga számára az inujamai kastély volt az utolsó akadály Ovari tartomány egyesítése során. Miután Nobunaga 1560-ban legyőzte az Imagava klánt az okehazamai csatában, unokatestvére, Oda Nobukijo Szaito Jositacu támogatásával elfoglalta a kastélyt. Nobunaga 1564-ben visszafoglalta a kastélyt. Nobunaga halála után Tojotomi Hidejoshi kinevezte Isikava Szadakijot a vár urává. Isikava átépíttette a kastély védelmi rendszerét a kortárs terveknek megfelelően, a belső torony  jelenlegi formája ennek az újjáépítésnek az eredménye. A sekigaharai csata után a győztes Tokugava Iejaszu kiűzte az Ishikava klánt és átadta a kastélyt Ovari tartománynak.
A Tokugava sógunátus alatt a kastélyt a Narusze-klán kormányozta, akik Inujama tartomány daimjójaként az Ovari Tokugava-klán vazallusaként uralkodtak a Meidzsi-restaurációig. Az új Meidzsi-kormány 1871-ben elfoglalta az inujamai várkastélyt, és a tensu kivételével minden melléképületét lerombolta. Miután azonban a kastély a Nagy Nóbi földrengésben megsérült, 1895-ben visszaadták a Narusze családnak azzal a feltétellel, hogy megjavítják és karbantartják. A kastély tehát Japánban egyedülálló módon magántulajdonban volt. 
2004-ben a kastély tulajdonjogát átadták egy nonprofit alapítványnak, amelyet az Aicsi prefektúra oktatási tanácsa hozott létre.

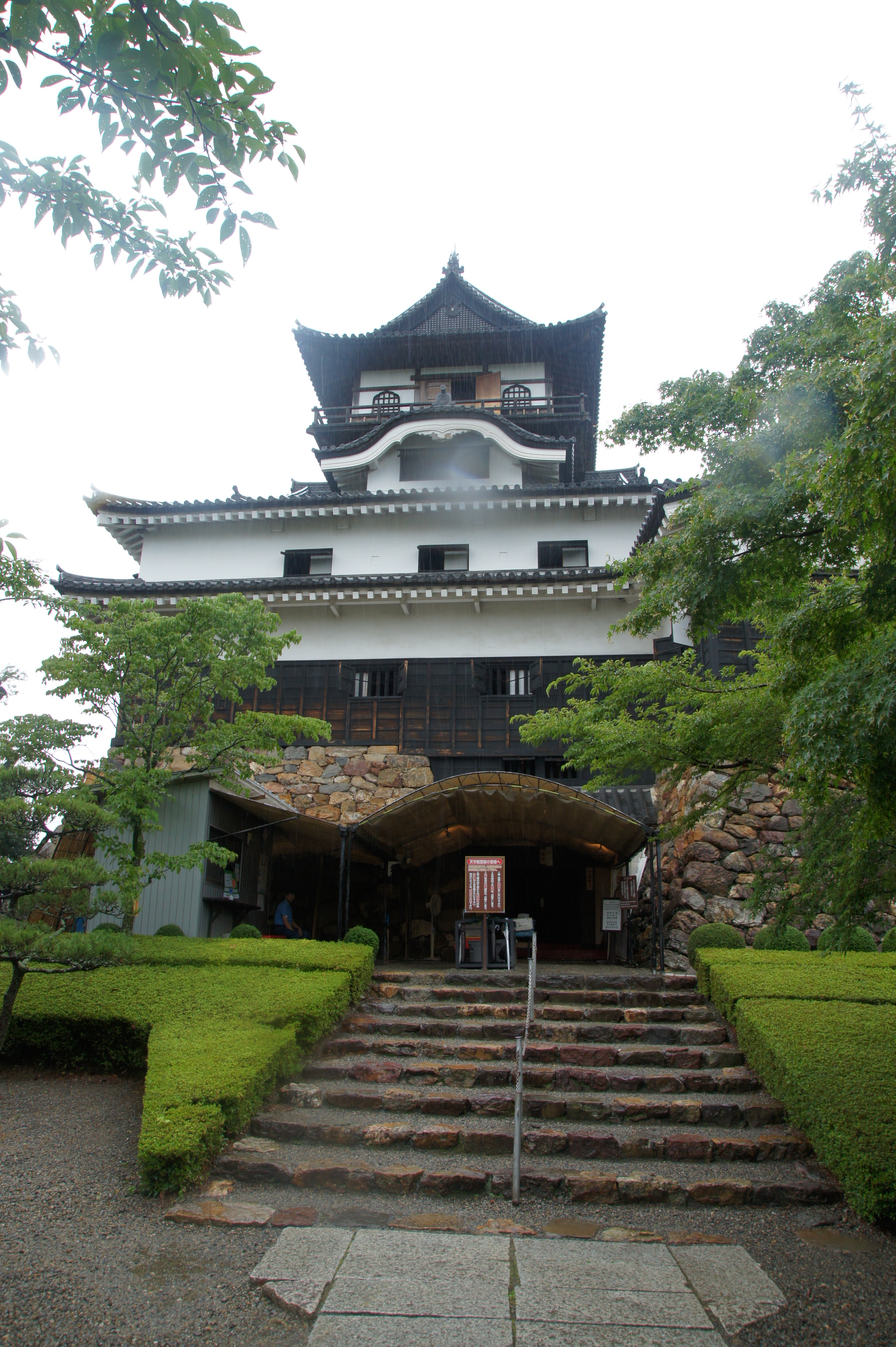
A kastély főbejárata

## Várurak
Az alábbi felsorolásban láthatóak a kastély urai, zárójelben az uralkodásuk dátumával. 1612–1617 és 1869–1895 között nem voltak várurak.
- A Narusze-klán előtti időszak

1. Oda Nobujaszu (1537–1547)
2. Oda Nobujuki (1547–1564)
3. Ikeda Nobuteru (1570–1581)
4. Oda Nobufusza (1581–1582)
5. Nakagava Szadanari (1582–1584)
6. Ikeda Nobuteru (1584)
7. Kató Jaszukage (1584, meghatalmazott uralkodó)
8. Takeda Kijotosi (1584–1587, meghatalmazott uralkodó)
9. Hidzsikata Kacujosi (1587–1590, meghatalmazott uralkodó)
10. Nagao Josifusza (1590–1592, meghatalmazott uralkodó)
11. Miva Goróemon (1592–1595)
12. Isikava Micujosi (1595–1600)
13. Ogaszavara Josicugu (1601–1607)
14. Hiraiva Csikajosi (1607–1612)

- Narusze-klán

1. Narusze Maszanari (1617–1625)
2. Narusze Maszatora (1625–1659)
3. Narusze Maszacsika (1659–1703)
4. Narusze Maszajuki (1703–1732)
5. Narusze Maszamoto (1732–1768)
6. Narusze Maszanori (1768–1809)
7. Narusze Maszanaga (1809–1838)
8. Narusze Maszadzumi (1838–1857)
9. Narusze Maszamicu (1857–1869, 1895–1903)
10. Narusze Maszao (1903–1949)
11. Narusze Maszakacu (1949–1973)
12. Narusze Maszatosi (1973–2004)

## Fordítás
Ez a szócikk részben vagy egészben  az   Inuyama Castle című angol Wikipédia-szócikk fordításán alapul.  Az eredeti cikk szerkesztőit annak laptörténete sorolja fel. Ez a jelzés csupán a megfogalmazás eredetét és a szerzői jogokat jelzi, nem szolgál a cikkben szereplő információk forrásmegjelöléseként.